# Imafuku-Tsurumi (métro d'Osaka)
Imafuku-Tsurumi (今福鶴見駅, Imafuku-Tsurumi-eki) est une station du métro d'Osaka sur la ligne Nagahori Tsurumi-ryokuchi dans l'arrondissement de Jōtō à Osaka.

## Situation sur le réseau
La station Imafuku-Tsurumi est située au point kilométrique (PK) 11,4 de la ligne Nagahori Tsurumi-ryokuchi, entre les stations Gamo 4-chome et Yokozutsumi.

## Histoire
La station a été inaugurée le 20 mars 1990.

## Services aux voyageurs

### Accès et accueil
La station est ouverte tous les jours.

### Desserte
- Ligne Nagahori Tsurumi-ryokuchi :
  - voie 1 : direction Kadoma-minami
  - voie 2 : direction Taishō